# Тайнствената непозната
Тайнствената непозната (оригинално заглавие: на английски: The Tenant of Wildfell Hall (в превод: „Наемателката на Уайлдфел Хол“)) е вторият роман на британската писателка Ан Бронте, издаден през 1848 г., и е едно от най-смелите произведения от средата на XIX век, посветено на темата на брака. Адаптиран е за филм и опера.
Първият български превод на романа е от 1992 г., негов автор е Христо Кънев.